# Argentinísima (película)
Argentinísima es una película filmada en las distintas regiones geográficas de la Argentina con la finalidad de mostrar la particular música folclórica de cada una de ellas. 
Fue dirigida por Fernando Ayala y Héctor Olivera, con la conducción de Julio Márbiz, línea argumental de Félix Luna y textos de Marcelo Simón. Se estrenó el 8 de junio de 1972, durante el gobierno militar presidido entonces por el General Lanusse. Tuvo como protagonistas a Atahualpa Yupanqui, Ariel Ramírez, Ramona Galarza, Jovita Díaz y muchos otros intérpretes de la música folclórica argentina, como Horacio Guarany, Jorge Cafrune, Mercedes Sosa y Los Chalchaleros. Esta extraordinaria conjunción nunca más llegó a producirse, ya que muchos de ellos fueron perseguidos o asesinados por su ideología política en los años siguientes.
"Es una verdadera fortuna, esto de poderle cantar abierta y libremente a la tierra querida" -afirma  Atahualpa Yupanqui en el comienzo-, poniendo el talento de los músicos "al servicio de esta cosa imponderable y sagrada que llamamos la Argentina".

## Sinopsis
Un desfile de ejecutantes y conjuntos folklóricos a través de las distintas regiones geográficas y paisajes de la República Argentina.

## Reparto
- Atahualpa Yupanqui
- Ariel Ramírez
- Tránsito Cocomarola
- Jovita Díaz
- Ramona Galarza
- Horacio Guarany
- Los Huanca-Huá
- Jaime Torres
- Los del Suquía
- El Chango Nieto
- Carlos Di Fulvio
- Jorge Cafrune
- Nélida Lobato
- Astor Piazzolla
- Los Tucu Tucu
- Eduardo Falú
- Camerata Bariloche
- Mercedes Sosa
- El Chúcaro
- Norma Viola
- Julio Márbiz
- Los Altamirano
- María Helena (canción incluida)
- Juan Carlos Saravia Grupo "Los Chalchaleros"
- Polo Román Grupo "Los Chalchaleros"
- Pancho Figueroa Grupo "Los Chalchaleros"
- Ernesto Cabeza Grupo "Los Chalchaleros"
- Carlos Lastra Grupo "Los Cantores de Quilla Huasi"
- Oscar Valles Grupo "Los Cantores de Quilla Huasi"
- Ramón Navarro Grupo "Los Cantores de Quilla Huasi"
- Roberto Palmer Grupo "Los Cantores de Quilla Huasi"
- Los del Suquía

## Temas interpretados
- Tierra Querida y El poeta por Atahualpa Yupanqui.
- Merceditas interpretado por Ariel Ramírez (representando las provincias de Santa Fe y Entre Ríos.
- Alma Guaraní por Ramona Galarza (representando la provincia de Corrientes).
- Kilómetro 11 interpretado por Tránsito Cocomarola y su Conjunto (representando la provincia de Corrientes).
- Niña de San Ignacio y Volver en vino por Horacio Guarany (representando a Misiones).
- Canción del adiós por María Helena (representando a Misiones).
- Chaco cantado por Jovita Díaz (representando a la provincia de Chaco.
- De mis Pagos por Los Huanca Hua (Representando a las Salinas Grandes de Córdoba).
- Viene Clareando cantado por Los Tucu Tucu (en representación de la provincia de Tucumán.
- Zamba de mi esperanza y Cante señor  por Jorge Cafrune (representando a Purmamarca y Humahuaca de la provincia de Jujuy).
- Taquiña y Hasta otro día interpretado por Jaime Torre (representando a Catamarca.
- Zamba del chalchalero cantado por Los Chalchaleros (representan a la provincia de salta).
- Vallecito por  Los Cantores de Quilla Huasi  (representan a San Juan).
- Brochazos Mendocinos por Los Altamirano (en representación de Mendoza).
- Córdoba de Antaño  cantado por Los del Suquía (representan la provincia de Córdoba).
- Pericón Nacional - Gato- Malambo bailados por El Chúcaro y Norma Viola.
- Amor de los manzanares por El Chango Nieto (representa a Río Negro).
- Kurruf Taiel por Carlos Di Fulvio (en la Patagonia Argentina).
- Malambo de la Suite argentina cantados por Eduardo Falú y La Camerata Bariloche (en el parque nacional Nahuel Huapi).
- Alfonsina y el Mar por Mercedes Sosa  (en Mar del Plata).
- Divertimento por Astor Piazzolla y Nélida Lobato (en representación de la provincia de Buenos Aires).

## Comentarios
En La Opinión la nota firmada por E.S. dijo:

”Apenas por encima del ciclo por TV…buen audiovisual, inexistente como comedia musical, encuesta documental o trabajo cinematográfico más o menos riguroso.”

La Nación opinó:

”Un atrayente espectáculo.”

Manrupe y Portela escriben:

”Figuras y canciones desfilando con aburrimiento. Tal vez sea válido algún día como documento del folklore argentino.”